# Milan Zezula

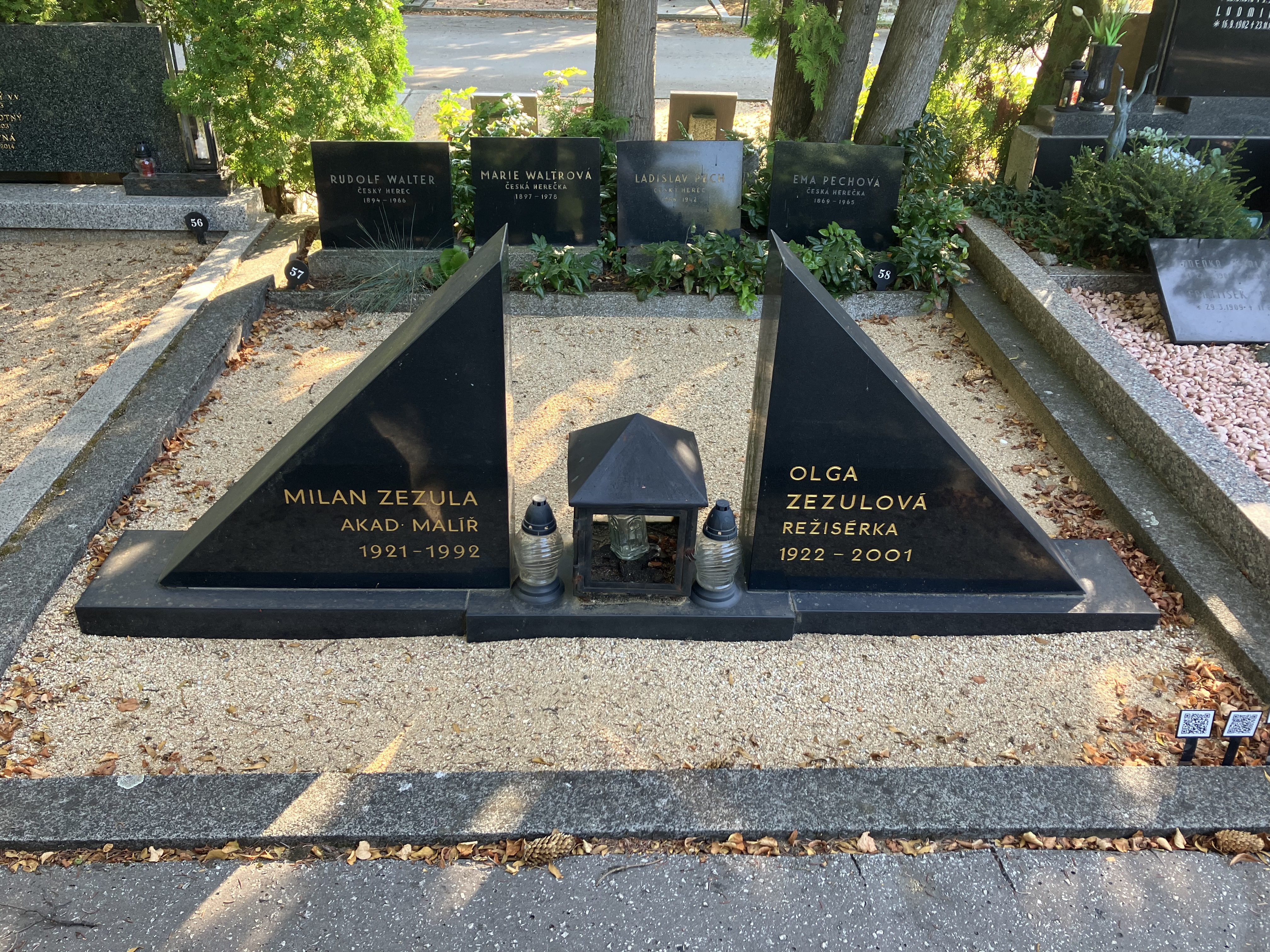
Hrob Milana Zezuly

Milan Zezula (26. července 1921 Brno – 22. července 1992 Brno) byl český a moravský malíř, grafik, ilustrátor a divadelní výtvarník.

## Život a dílo
Narodil se v roce 1921 v Brně. V roce 1941 absolvoval Školu uměleckých řemesel v Brně (prof. František Süsser, Emanuel Hrbek, Karel Langer aj.), kde později v letech 1964–1967 působil také jako odborný učitel kreslení. V letech 1943–1945 byl totálně nasazen ve Špandavě u Berlína (Německo). V letech 1945–1969 působil jako jevištní a kostýmní výtvarník v Zemském divadle v Brně a současně jako jevištní výtvarník v Divadle bratří Mrštíků tamtéž (1945–1981). Celkem navrhl přes 600 výprav scén a kostýmů, ilustroval stovky divadelních programů a navrhl nespočet divadelních plakátů.
K jeho dalším dílům patří např. sgrafito pro nádraží v Třinci nebo malířská výzdoba divadla v Krnově (nástěnná malba Pierot před vstupem do divadelního bufetu v patře). V jeho tvorbě dominovala kresba uvolněné linie a tvarové nadsázky a inspirace pracovním prostředím (Vítkovické železárny, hornické Ostravsko).
Jeho manželkou byla Olga Zezulová, rozená Walterová – neteř národního umělce Ladislava Peška. Je pohřben na Ústředním hřbitově v Brně (skupina 25b, hrob č. 57–58).
V letech 1992–2018 po něm byl pojmenován výstavní prostor v Městském divadle v Brně (Galerie Milana Zezuly, dnes Galerie Jefa Kratochvila).